# کولوگریف
شهر کولوگریف (به روسی: Кологрив) در کشور روسیه و در اوبلاست کوستروما واقع شده‌است.